# Jedi Mind Tricks
Jedi Mind Tricks blev dannet i Philadelphia i 1996 af produceren og dj'en Stoupe ("The Enemy of Mankind") og rapperne Vinnie Paz (Ikon the Verbal Hollogram) og Jus Allah. Jus Allah forlod gruppen efter udgivelsen af 'Violent By Design' i 2000. Gruppenavnet refererer til den mentale styrke hos Star Wars' jedi-riddere.
Gruppen debuterede i 1996 med EP'en 'Amber Probe' bl.a med numrene 'Psycho-Social, Chemical, Biological & Electro Magnetic Manipulation' fra 1997.
I 2000 udsendte gruppen Violent By Design, der blev det sidste med Jus Allah. På dette album sprang Vincenzo Luvineri ud som Muslim.
Deres næste album fra 2003, hed 'Visions of Gandhi.
Jedi Mind Tricks udgav senest albummet Servants In Heaven, Kings In Hell, der bl.a. som bød på et samarbejde med RA the Rugged Man på Vietnam-fortællingen Uncommon Valor: A Vietnam Story.
Udover at være en del af Jedi Mind Tricks er Vincenzo Luvineri også en del af gruppen Army of the Pharaohs, der bl.a. består af Chief Kamachi, Celph Titled og Apathy.

## Udgivne album
- The Psycho-Social, Chemical, Biological, and Electro-Magnetic Manipulation of Human Consciousness (1997)
- Violent by Design (2000)
- Visions of Ghandi (2003)
- Legacy of Blood (2004)
- Servants in Heaven, Kings in Hell (2007)
- History of violence (2008)
- Violence Begets Violence (2011)

## Ekstern henvisning
- – Officielt Site